# Gary Zimmerman
Pro Football Hall of Fame 2008
(en) Statistiques sur pro-football-reference
Gary Wayne Zimmerman (né le 13 décembre 1961 à Fullerton en Californie) est un joueur de football américain qui évoluait au poste d'offensive tackle dans la NFL.

## Carrière
Zimmerman fut drafté lors du tour supplémentaire de 1984 par les Giants de New York.
Il joua pour les Vikings du Minnesota de 1986 à 1992 et pour les Broncos de Denver de 1993 à 1997. Il fut sélectionné au Pro Bowl sept fois (1987, 1988, 1989, 1992, 1994, 1995 et 1996).
Il fait également partie de l'équipe NFL de la décennie 1980 et 1990. En 2008, il fut également intronisé au Pro Football Hall of Fame.